# 傅思端
兹登卡·赫日玛诺娃-诺沃特娜（1930年12月8日—），中文名傅思端，是捷克汉学家，布拉格学派代表人物。主要贡献是将《西游记》部分内容选译为捷克文。

## 生平
1930年出生于拉科夫尼克。1946年至1947年曾赴英国学习英语。1950年毕业于拉科夫尼克文法学校，考入布拉格查理大学文学艺术学院，学习中文和远东历史。1953年至1958年，获得机会在北京大学留学。毕业后回国，在捷克斯洛伐克科学院东方研究所担任研究员。